# Sphaenothecus bilineatus
Sphaenothecus bilineatus är en skalbaggsart som först beskrevs av Hippolyte Louis Gory 1831.  Sphaenothecus bilineatus ingår i släktet Sphaenothecus och familjen långhorningar.
Artens utbredningsområde är Honduras. Inga underarter finns listade i Catalogue of Life.